# Révolution d'Ayutla
 (janvier 2020).
Si vous disposez d'ouvrages ou d'articles de référence ou si vous connaissez des sites web de qualité traitant du thème abordé ici, merci de compléter l'article en donnant les références utiles à sa vérifiabilité et en les liant à la section « Notes et références ».
Le plan d'Ayutla, proclamé le 1er mars 1854 dans l'État de Guerrero, est à l'origine d'un soulèvement insurrectionnel mexicain connu sous le nom de révolution d'Ayutla, qui se déroula de mars à août 1855, et qui a abouti à la chute du gouvernement d'Antonio López de Santa Anna, alors président du Mexique.
Il s'agit au départ d'un complot organisé par le parti libéral, avec à sa tête le général Juan Álvarez, contre le gouvernement de Santa Anna, qui exerça la présidence du pays à de multiples reprises à partir de 1835. Le complot tourne en révolution qui provoque la chute du régime et la prise de pouvoir des libéraux.

## Histoire
Lors de l'entrée des troupes des États-Unis dans la ville de Mexico, Santa Anna dut prendre la fuite tout en tentant de reprendre le combat contre les envahisseurs, mais personne ne le suivit et il fut contraint de s'exiler à la Jamaïque.
Ses successeurs furent : Pedro María Anaya du 2 avril au 20 mai 1847, Manuel de la Peña y Peña du 16 septembre 1847 au 13 mai 1848, José Joaquín de Herrera du 3 juin 1848 au 15 janvier 1851, Mariano Arista du 15 janvier 1851 au 6 janvier 1853, Juan Bautista Ceballos du 6 janvier au 8 février 1833, Manuel María Lombardini du 8 février au 20 avril 1853.
En 1853, à la suite d'une série de changements dans les législatures de divers États du pays, Santa Anna est réélu président.
Confronté a d'énorme difficultés tant financières que politiques, ainsi qu'aux révoltes fréquentes de ses ennemis, Santa Anna céda le pouvoir et s'exila à La Havane, puis aux Bahamas, cédant le pouvoir à Martín Carrera qui exerça la présidence du 15 août au 12 septembre 1855. Son successeur Rómulo Díaz de la Vega exerça l'intérim du 12 septembre au 3 octobre 1855.  
Son successeur, Juan Álvarez, chef du parti libéral, est proclamé président de la République le 4 octobre 1855. Il y renonce le 11 décembre de la même année pour le céder à Ignacio Comonfort.